# Yerenis De León
Yerenis Yisel de León Batista (* 23. Februar 1995 in Panama-Stadt) ist eine panamaische Fußballspielerin.

## Karriere

### Klub
Bis 2019 war sie bei Universitario aktiv und wechselte danach ab 2020 zum UPS Carneras nach Ecuador. Zum Start des Jahres 2021 schloss sie sich in Spanien dann dem CD Pozoalbense an. Dort hielte es sie jedoch nur ein halbes Jahr und im Sommer 2021 kehrte sie dann wieder in ihr Heimatland zurück. Dort schloss sie sich nun dem Tauro FC an, für den sie für ein weiteres halbes Jahr nun folgend aktiv war. Seit Anfang 2022 ist sie nun in Costa Rica beim Sporting FC unter Vertrag.

### Nationalmannschaft
Nach der U17 und der U20, hatte sie bei der panamaischen A-Nationalmannschaft ihr Debüt im Jahr 2013.
Bei dieser war sie auch mit in der Qualifikation für das Olympiaturnier der Spiele im Jahr 2020 aktiv. Dort stand sie in jeder Partie in der Startelf, jedoch schied sie mit ihren Mitspielerinnen ohne eigenes Tor und mit null Punkten nach der Gruppenphase direkt wieder aus.
Bei der Qualifikation zur CONCACAF W Championship 2022 kam sie in allen Spielen zum Einsatz und erzielte in der Partie gegen Belize sowie der gegen El Salvador jeweils ein Tor. Nach der erfolgreichen Qualifikation gehörte sie dann auch zum Kader bei der Endrunde. Hier stand sie erneut in jeder Partie in der Startelf und erreichte mit ihrem Team noch den dritten Gruppenplatz. Nach dem Turnier durfte die Nationalmannschaft so aber nochmal an den interkontinentalen Playoffs teilnehmen. Bei diesen wurden sie wiederum aber nicht eingesetzt. Am Ende gewann ihr Team hier das Finale und qualifizierte sich damit erstmals für die Weltmeisterschaft 2023.